# Bibliotecas Públicas do Estado (Espanha)
As Bibliotecas Públicas do Estado (BPE) em Espanha são um grupo de 53 bibliotecas públicas propriedade do Estado sob a autoridade da Sub-Direcção Geral para a Coordenação das Bibliotecas do Ministério da Cultura de Espanha.

## Bibliotecas
| Elemento Wikidata | Nome                                                                                    | Endereço                                               | Código postal | Localização                        | Fundação        | Coordenadas                                             | Imagem |  |
| ----------------- | --------------------------------------------------------------------------------------- | ------------------------------------------------------ | ------------- | ---------------------------------- | --------------- | ------------------------------------------------------- | ------ |  |
| Q5727898          | Biblioteca Pública del Estado en Mérida - Jesús Delgado Valhondo                        | es:Avda. de la Libertad, s/n                           | 06800         | Mérida                             | 1999            | 38° 54′ 53″ N, 6° 21′ 27″ O                             |        |  |
| Q5727915          | Biblioteca Regional de Murcia - Biblioteca Pública del Estado en Murcia                 | es:Avda. de Juan Carlos I, 17                          | 30008         | Murcia                             | 1956            | 37° 59′ 55″ N, 1° 08′ 14″ O                             |        |  |
| Q28554133         | Biblioteca Pública del Estado en Pontevedra - Antonio Odriozola                         | es:c/ Alfonso XIII, 3                                  | 36002         | Pontevedra                         | 1848            | 42° 25′ 57″ N, 8° 39′ 02″ O                             |        |  |
| Q5728093          | Biblioteca Pública del Estado en Santiago de Compostela - Ánxel Casal                   | es:Avda. Xoán XXIII, s/n                               | 15704         | Santiago de Compostela             | 1955            | 42° 53′ 02″ N, 8° 32′ 40″ O                             |        |  |
| Q85691167         | Biblioteca Pública del Estado en Ciudad Real - Isabel Pérez Valera                      | es:Avda. del Ferrocarril, s/n                          | 13004         | Ciudad Real                        | 1896            | 38° 58′ 45″ N, 3° 55′ 57″ O                             |        |  |
| Q97619501         | Biblioteca Pública Provincial de Cádiz                                                  | es:Avda. Cuatro de Diciembre de 1977, 16               | 11006         | Cádiz                              | 1851            | 36° 32′ 01″ N, 6° 17′ 38″ O                             |        |  |
| Q11909310         | Biblioteca Pública del Estado en Tarragona                                              | ca:Carrer Fortuny, 30 es:c/ Fortuny, 30                | 43001         | Tarragona                          | 1846            | 41° 06′ 50″ N, 1° 15′ 00″ L                             |        |  |
| Q5727765          | Biblioteca Pública del Estado en Orihuela - Fernando de Loazes                          | es:Plz. Ramón Sijé, 1                                  | 03300         | Orihuela                           | 1863            | 38° 05′ 11″ N, 0° 56′ 44″ O                             |        |  |
| Q5727896          | Biblioteca Pública Provincial de Huelva                                                 | es:Avda. Martín Alonso Pinzón, 16                      | 21003         | Huelva                             | 1856            | 37° 15′ 20″ N, 6° 56′ 55″ O                             |        |  |
| Q105710188        | Biblioteca Pública del Estado en Toledo                                                 |                                                        |               |                                    | 1771            |                                                         |        |  |
| Q4687025          | Biblioteca Pública del Estado en Valencia                                               | es:c/ Hospital, 13                                     | 46001         | Valencia Ciutat Vella              | 1979            | 39° 28′ 15″ N, 0° 22′ 54″ O                             |        |  |
| Q5727905          | Biblioteca Pública del Estado en Zamora                                                 | es:Plz. Claudio Moyano, s/n                            | 49001         | Zamora                             | 1846            | 41° 30′ 07″ N, 5° 44′ 54″ O                             |        |  |
| Q30046724         | Biblioteca Pública del Estado en A Coruña - Miguel González Garcés                      | es:c/ Miguel González Garcés, 1                        | 15008         | La Coruña                          | 1902            | 43° 20′ 54″ N, 8° 24′ 19″ O                             |        |  |
| Q11909318         | Biblioteca Pública del Estado en Palma de Mallorca - Can Sales                          | es:Plz. de la Puerta de Santa Catalina, 24             | 07012         | Palma de Mallorca                  | 1835            | 39° 34′ 15″ N, 2° 38′ 34″ L                             |        |  |
| Q18417227         | Biblioteca Pública del Estado en Albacete                                               | es:c/ San José de Calasanz, 14                         | 02002         | Albacete                           | 1895            | 38° 59′ 23″ N, 1° 51′ 17″ O                             |        |  |
| Q29509796         | Biblioteca Pública del Estado en Guadalajara                                            | es:Plz. Dávalos, s/n                                   | 19001         | Guadalajara                        | 1837            | 40° 38′ 02″ N, 3° 10′ 05″ O                             |        |  |
| Q5727901          | Biblioteca de Asturias / Biblioteca Pública del Estado en Oviedo - Ramón Pérez de Ayala | es:Plz. Daoiz y Velarde, 11                            | 33009         | Oviedo                             | 1943            | 43° 21′ 34″ N, 5° 50′ 47″ O                             |        |  |
| Q43179669         | Biblioteca Pública del Estado en Huesca                                                 | es:Avda. Pirineos, 2                                   | 22004         | Huesca                             | 1857            | 42° 08′ 29″ N, 0° 24′ 56″ O                             |        |  |
| Q43179763         | Biblioteca Pública del Estado en Melilla                                                | es:Plz. de España, 4                                   | 52001         | Melilla                            | 1991            | 35° 17′ 30″ N, 2° 56′ 19″ O                             |        |  |
| Q7458071          | Biblioteca Pública del Estado en Sevilla - Infanta Elena                                | es:Avda. María Luisa, 8                                | 41013         | Sevilla                            | 1959            | 37° 22′ 38″ N, 5° 59′ 30″ O                             |        |  |
| Q27032797         | Biblioteca Pública Provincial de Jaén                                                   | es:c/ Santo Reino, 1                                   | 23003         | Jaén                               | 1985            | 37° 46′ 19″ N, 3° 47′ 16″ O 37° 46′ 19″ N, 3° 47′ 17″ O |        |  |
| Q20017103         | Biblioteca Pública del Estado en León                                                   | es:c/ Santa Nonia, 5                                   | 24003         | León                               | 1844            | 42° 35′ 43″ N, 5° 34′ 19″ O                             |        |  |
| Q4733795          | Biblioteca Pública Provincial de Almería Francisco Villaespesa                          | es:c/ Hermanos Machado, s/n                            | 04004         | Almería                            | 1947            | 36° 50′ 09″ N, 2° 27′ 39″ O                             |        |  |
| Q7257457          | Biblioteca Pública del Estado en Lleida                                                 | ca:Rambla d'Aragó, 10 es:Rambla de Aragón, 10          | 25002         | Lérida                             | 1842            | 41° 36′ 49″ N, 0° 37′ 13″ L                             |        |  |
| Q24237950         | Biblioteca de Castilla y León / Biblioteca Pública del Estado en Valladolid             | es:Plz. de la Trinidad, 2                              | 47003         | Valladolid                         | 1989-11-30 1931 | 41° 39′ 27″ N, 4° 43′ 47″ O                             |        |  |
| Q8247557          | Biblioteca Pública del Estado en Gijón - Jovellanos                                     | es:c/ Jovellanos, 23                                   | 33206         | Gijón                              | 1947            | 43° 32′ 29″ N, 5° 39′ 46″ O                             |        |  |
| Q16489697         | Biblioteca Pública del Estado en Burgos                                                 | es:Plz. de San Juan, s/n                               | 09004         | Burgos                             | 1874            | 42° 20′ 33″ N, 3° 41′ 46″ O                             |        |  |
| Q43179822         | Biblioteca Pública del Estado en Zaragoza                                               | es:c/ Doctor Cerrada, 22                               | 50005         | Zaragoza                           | 1923            | 41° 38′ 50″ N, 0° 53′ 21″ O                             |        |  |
| Q43179741         | Biblioteca Pública del Estado en Las Palmas de Gran Canaria                             | es:Avda. Muelle de Las Palmas, s/n                     | 35003         | Las Palmas de Gran Canaria         | 1967            | 28° 06′ 38″ N, 15° 24′ 59″ O                            |        |  |
| Q11909312         | Biblioteca Pública del Estado en Girona - Carles Rahola                                 | es:c/ Emili Grahit, 4C                                 | 17002         | Gerona                             | 2014-12-23 1848 | 41° 58′ 29″ N, 2° 49′ 10″ L                             |        |  |
| Q5202730          | Biblioteca Pública del Estado en Córdoba                                                | es:c/ Amador de los Ríos, s/n                          | 14004         | Córdoba                            | 1842            | 37° 52′ 39″ N, 4° 46′ 51″ O                             |        |  |
| Q5727882          | Biblioteca Pública del Estado en Palencia                                               | es:c/ Eduardo Dato, 4                                  | 34005         | Palencia                           | 1897            | 42° 00′ 48″ N, 4° 32′ 05″ O                             |        |  |
| Q26702891         | Biblioteca Pública del Estado en Ávila                                                  | es:Plz. de la Catedral, 3                              | 05001         | Ávila                              | 1868            | 40° 39′ 23″ N, 4° 41′ 50″ O                             |        |  |
| Q12156145         | Biblioteca Pública del Estado en Lugo                                                   | es:Avda. Ramón Ferreiro, 23                            | 27002         | Lugo                               | 1840            | 43° 00′ 16″ N, 7° 33′ 13″ O                             |        |  |
| Q5061364          | Biblioteca Central de Cantabria / Biblioteca Pública del Estado en Santander            | es:Calle Ruiz de Alda, 19                              | 39009         | Santander                          | 1844            | 43° 27′ 15″ N, 3° 48′ 52″ O                             |        |  |
| Q5594100          | Biblioteca Pública del Estado en Granada                                                | es:c/ Profesor Saínz Cantero, 6                        | 18002         | Granada                            | 1933            | 37° 10′ 42″ N, 3° 36′ 22″ O                             |        |  |
| Q5727908          | Biblioteca Pública del Estado en Santa Cruz de Tenerife                                 | es:c/ Comodoro Rolín, 1                                | 38007         | Santa Cruz de Tenerife             | 1977            | 28° 27′ 51″ N, 16° 15′ 59″ O                            |        |  |
| Q6396201          | Biblioteca Pública del Estado en Málaga                                                 | es:Avenida de Europa, 49                               | 29003         | Málaga Distrito Carretera de Cádiz | 1895            | 36° 42′ 10″ N, 4° 26′ 41″ O                             |        |  |
| Q16489699         | Biblioteca Pública del Estado en Soria                                                  | es:c/ Nicolás Rabal, 25                                | 42003         | Soria                              | 1935            | 41° 45′ 46″ N, 2° 28′ 25″ O                             |        |  |
| Q30899604         | Biblioteca de La Rioja / Biblioteca Pública del Estado en Logroño                       | es:c/ de la Merced, 1                                  | 26001         | Logroño                            | 1990 1852       | 42° 28′ 00″ N, 2° 26′ 56″ O                             |        |  |
| Q43179835         | Biblioteca Pública del Estado en Cáceres - A. Rodríguez-Moñino/M. Brey                  | es:c/ Alfonso IX, 26                                   | 10004         | Cáceres                            | 1868            | 39° 28′ 23″ N, 6° 22′ 36″ O                             |        |  |
| Q51832241         | Biblioteca Pública del Estado en Castellón                                              | es:c/ Rafalafena, 29                                   | 12003         | Castellón de la Plana              | 1848            | 39° 59′ 18″ N, 0° 01′ 51″ O                             |        |  |
| Q85689588         | Biblioteca Pública del Estado en Salamanca - Casa de las Conchas                        | es:c/ Compañía, 2                                      | 37002         | Salamanca                          | 1933            | 40° 57′ 46″ N, 5° 39′ 58″ O                             |        |  |
| Q85689843         | Biblioteca Pública del Estado en Segovia                                                | es:c/ de los Procuradores de la Tierra, 6              | 40006         | Segovia                            | 1842            | 40° 56′ 10″ N, 4° 06′ 13″ O                             |        |  |
| Q85691517         | Biblioteca Pública del Estado en Cuenca - Fermín Caballero                              | es:Glorieta González Palencia, 1                       | 16002         | Cuenca                             | 1846            | 40° 04′ 22″ N, 2° 08′ 20″ O                             |        |  |
| Q85695907         | Biblioteca Pública del Estado en Ceuta - Adolfo Suárez                                  | es:c/ Alcalde Manuel Olivencia, s/n                    | 51001         | Ceuta                              | 2013            | 35° 53′ 13″ N, 5° 18′ 20″ O                             |        |  |
| Q85729188         | Biblioteca Pública del Estado en Ourense                                                | es:c/ Canle, 6, Conjunto del Convento de San Francisco | 32004         | Orense                             | 1850            | 42° 20′ 13″ N, 7° 51′ 36″ O                             |        |  |
| Q85803972         | Biblioteca Pública del Estado en Alicante - José Martínez Ruíz Azorín                   | es:c/ Paseíto de Ramiro, 15                            | 03002         | Alicante                           | 1855            | 38° 20′ 46″ N, 0° 28′ 41″ O                             |        |  |
| Q85818557         | Biblioteca Pública del Estado en Badajoz - Bartolomé J. Gallardo                        | es:Avda. del Guadiana, s/n                             | 06011         | Badajoz                            | 1896            | 38° 52′ 26″ N, 6° 59′ 18″ O                             |        |  |
| Q86261544         | Biblioteca Pública del Estado en Vitoria-Gasteiz - Casa de Cultura Ignacio Aldecoa      | es:Paseo de la Florida, 9                              | 01005         | Vitoria                            | 1896            | 42° 50′ 39″ N, 2° 40′ 31″ O                             |        |  |
| Q85806725         | Biblioteca Pública del Estado en Maó                                                    | es:Plz. de la Conquista, 8                             | 07701         | Mahón                              | 1861            | 39° 53′ 23″ N, 4° 15′ 54″ L                             |        |  |
| Q30453528         | Biblioteca Pública del Estado en Madrid - Manuel Alvar                                  | es:c/ Azcona, 42                                       | 28028         | Madrid                             | 1988            | 40° 26′ 04″ N, 3° 40′ 09″ O                             |        |  |
| Q43179659         | Biblioteca Pública del Estado en Teruel - Javier Sierra                                 | es:Plz. Obispo Pérez Prado, 3                          | 44001         | Teruel                             | 1953            | 40° 20′ 39″ N, 1° 06′ 35″ O                             |        |  |